# Olympische Geschichte Aserbaidschans
| Gelbes Symbol für Goldmedaillen mit stilisierten Olympischen Ringen | Graues Symbol für Silbermedaillen mit stilisierten Olympischen Ringen | Braundes Symbol für Bronzemedaillen mit stilisierten Olympischen Ringen |
| ------------------------------------------------------------------- | --------------------------------------------------------------------- | ----------------------------------------------------------------------- |
| 8                                                                   | 16                                                                    | 32                                                                      |

Das NOK Aserbaidschans, das Nationale Olympische Komitee Aserbaidschans, wurde 1992 gegründet und 1993 vom IOC anerkannt. Aserbaidschan nimmt seit 1996 an Olympischen Sommer- und seit 1998 an Olympischen Winterspielen teil. Sportler aus Aserbaidschan traten in der Zeit der Sowjetunion von 1952 bis 1988 für die sowjetische Olympiamannschaft an. 1992 waren aserbaidschanische Sportler in die Mannschaft der GUS integriert. Jugendliche Sportler nahmen an allen bislang ausgetragenen Olympischen Jugend-Sommerspielen teil.

## Übersicht

### Sommerspiele
Aserbaidschan trat als unabhängiger Staat erstmals 1996 bei Olympischen Sommerspielen an. Die Athleten nahmen in den Sportarten Leichtathletik, Boxen, Gewichtheben, Ringen, Judo, Schießen, Fechten, Schwimmen und Wasserspringen teil. Bei folgenden Sommerspielen traten aserbaidschanische Teilnehmer in den Sportarten Taekwondo und Turnen (ab 2004), Reiten (ab 2008), Kanusport, Radsport und Rudern (ab 2012) sowie im Bogenschießen und im Triathlon (ab 2016) an.
Die ersten Olympioniken waren am 19. Juli 1996 die Ringer Tahir Sahidow und Wilajet Agajew. Zwei Tage später ging mit der Sportschützin Irada Aschumowa die erste Frau Aserbaidschans bei Olympischen Spielen an den Start.
Der Freistilringer Namiq Abdullayev schaffte 1996 in Atlanta mit Silber im Fliegengewicht den ersten Medaillengewinn für sein Land. 2000 wurde er im Bantamgewicht Olympiasieger. Den ersten Olympiasieg für Aserbaidschan, gleichzeitig den ersten Medaillengewinn für eine Frau, schaffte jedoch eine Woche zuvor die Sportschützin Zemfira Meftahatdinowa, die im Skeetschießen gewann. Der Boxer Vüqar Ələkbərov gewann Bronze im Mittelgewicht.
2004 wurde der Ringer Fərid Mansurov Olympiasieger im Weltergewicht des griechisch-römischen Stils. Im Boxen gewannen Fuad Aslanov im Fliegengewicht und Ağası Məmmədov im Bantamgewicht jeweils Bronze. Ebenfalls Bronze gewannen die Sportschützinnen Irada Aschumowa mit der Sportpistole und Zemfira Mefathadtinowa im Skeetschießen. Im Gewichtheben belegte Turan Mirzayev Rang 4 im Leichtgewicht. Der Taekwondoin Raschad Achmadov verlor nur knapp seinen Kampf um Bronze im Mittelgewicht.
2008 in Peking wurde der Judoka Elnur Məmmədli Olympiasieger im Leichtgewicht. Drei Medaillen wurden durch die Ringer gewonnen. Im griechisch-römischen Stil gewann Rövşən Bayramov Silber im Federgewicht. Im Freistil gewann Xetaq Qazyumov Bronze im Schwergewicht. Vitali Rəhimov, ursprünglich Gewinner der Silbermedaille im Leichtgewicht des griechisch-römischen Stils, wurde im November 2016 wegen Dopings nachträglich vom IOC disqualifiziert. Bei den Frauen gewann Mariya Stadnik Bronze im Fliegengewicht des Freistils. Weitere Bronzemedaillen gewannen der Judoka Movlud Miraliyev im Halbschwergewicht und der Boxer Şahin İmranov im Federgewicht.

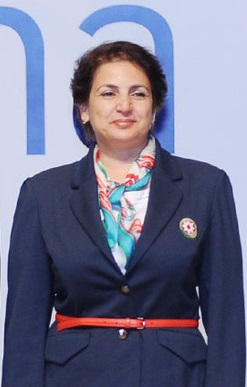
Die erste Frau Aserbaidschans bei Olympischen Spielen: Irada Aschumowa, die 2004 Bronze gewann
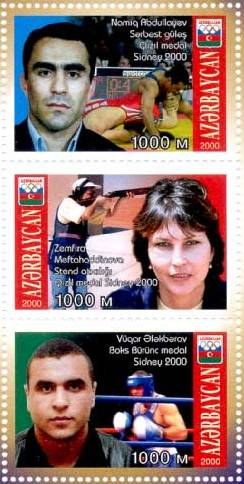
Drei Medaillengewinner von 2000 auf aserbaidschanischen Briefmarken: Namiq Abdullayev (o.) Silber 1996 und Gold 2000, Zemfira Meftahatdinowa (M.), Gold 2000 und Vüqar Ələkbərov (u.), Bronze 2000
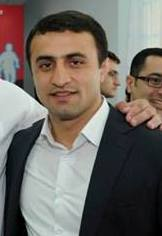
Fərid Mansurov, Olympiasieger 2004
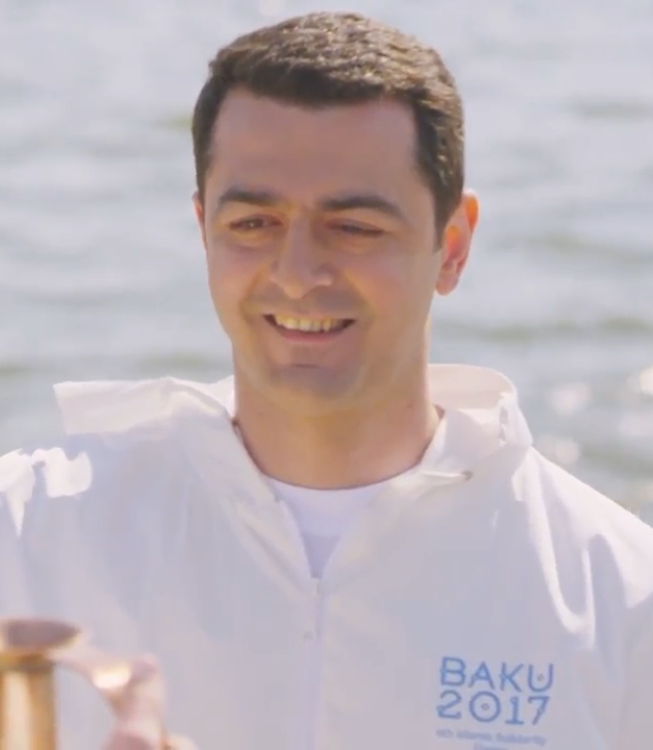
Der Taekwondoin Raschad Achmadow
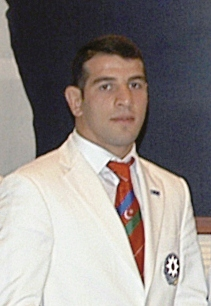
Elnur Məmmədli, Olympiasieger 2008
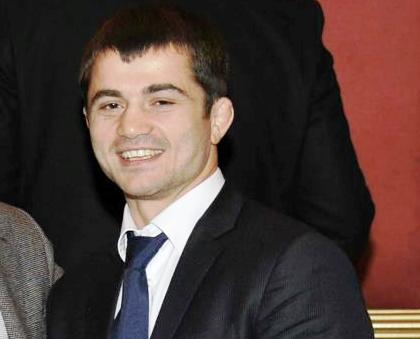
Rövşən Bayramov, Silber 2008 und 2012
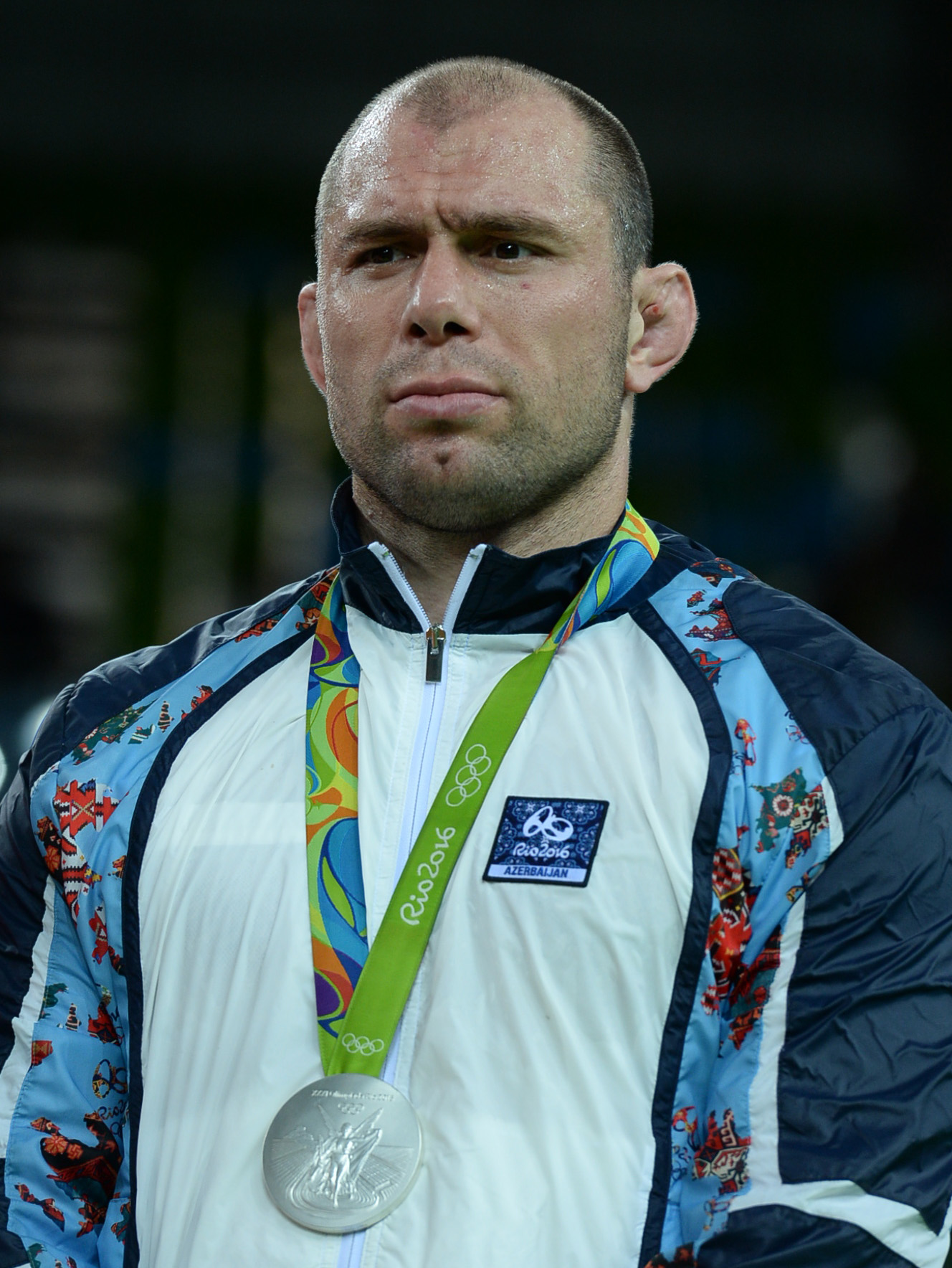
Xetaq Qazyumov, Bronze 2008 und 2012, Silber 2016
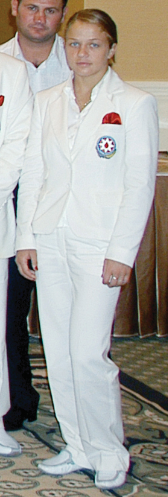
Mariya Stadnik, Bronze 2008, Silber 2012 und 2016
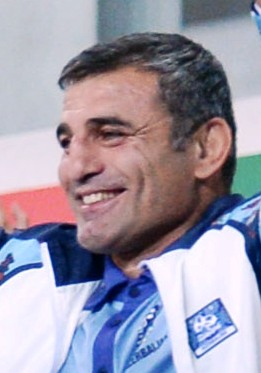
Movlud Miraliyev, Bronze 2008

Die Ringer gewannen 2012 in London sieben der insgesamt zehn Medaillen, die aserbaidschanische Athleten gewinnen konnten. Im Freistil wurden Toğrul Əsgərov im Leichtgewicht und Şərif Şərifov im Halbschwergewicht Olympiasieger. Xetaq Qazyumov gewann erneut Bronze im Schwergewicht. Im griechisch-römischen Stil gewannen Rövşən Bayramov erneut Silber im Federgewicht sowie Emin Əhmədov Bronze im Mittelgewicht. Bei den Frauen gewannen Mariya Stednik Silber im Fliegengewicht und Julija Ratkewitsch Bronze im Leichtgewicht. Weitere Bronzemedaillen gewannen die Boxer Teymur Məmmədov im Schwergewicht und Məhəmmədrəsul Məcidov im Superschwergewicht sowie der Gewichtheber Valentin Xristov im Bantamgewicht. In der Leichtathletik belegte der gebürtige Äthiopier Hayle İbrahimov Platz 9 über 5000 Meter. Die Turnerin Alija Garayeva wurde Vierte in der Einzelwertung der Rhythmischen Sportgymnastik. Die Kanuten Sergij Bezuglij und Maxim Prokopenko belegten im Zweier-Kanadier über 1000 Meter Platz 4. Im Rudern erreichte Aleksandar Aleksandrov das Finale im Einer und wurde Fünfter.

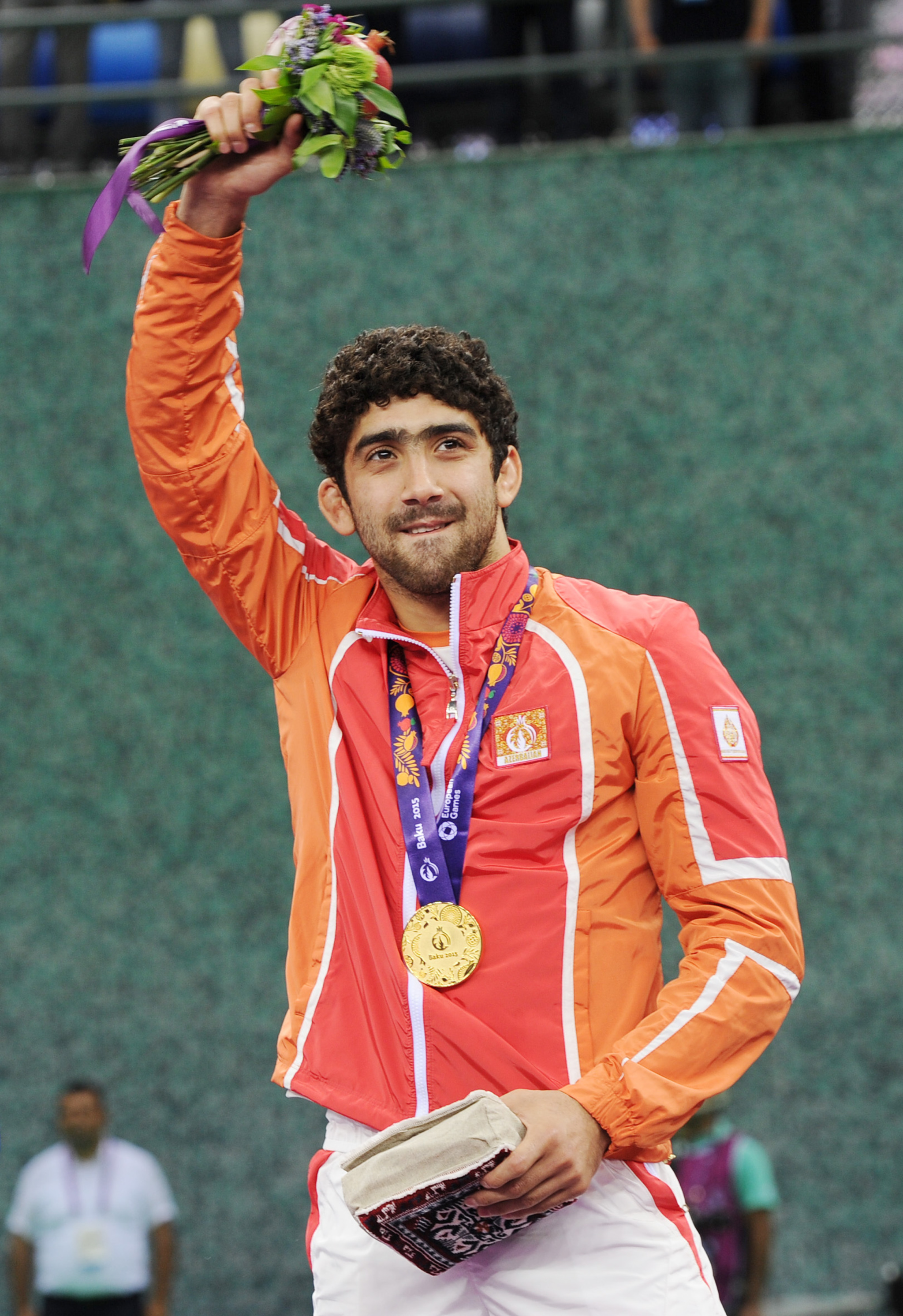
Toğrul Əsgərov, Olympiasieger 2012, Silber 2016
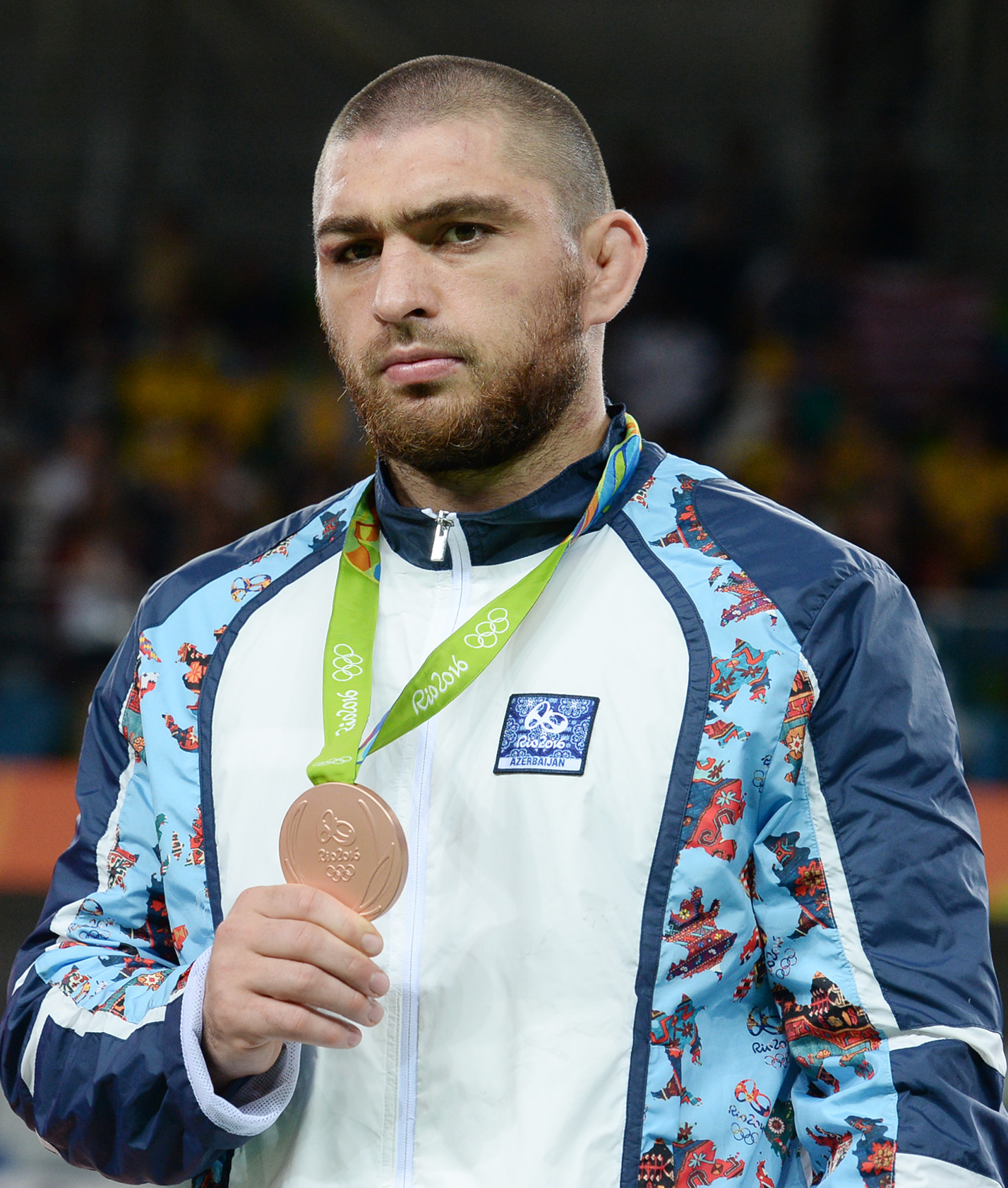
Şərif Şərifov, Olympiasieger 2012, Bronze 2016
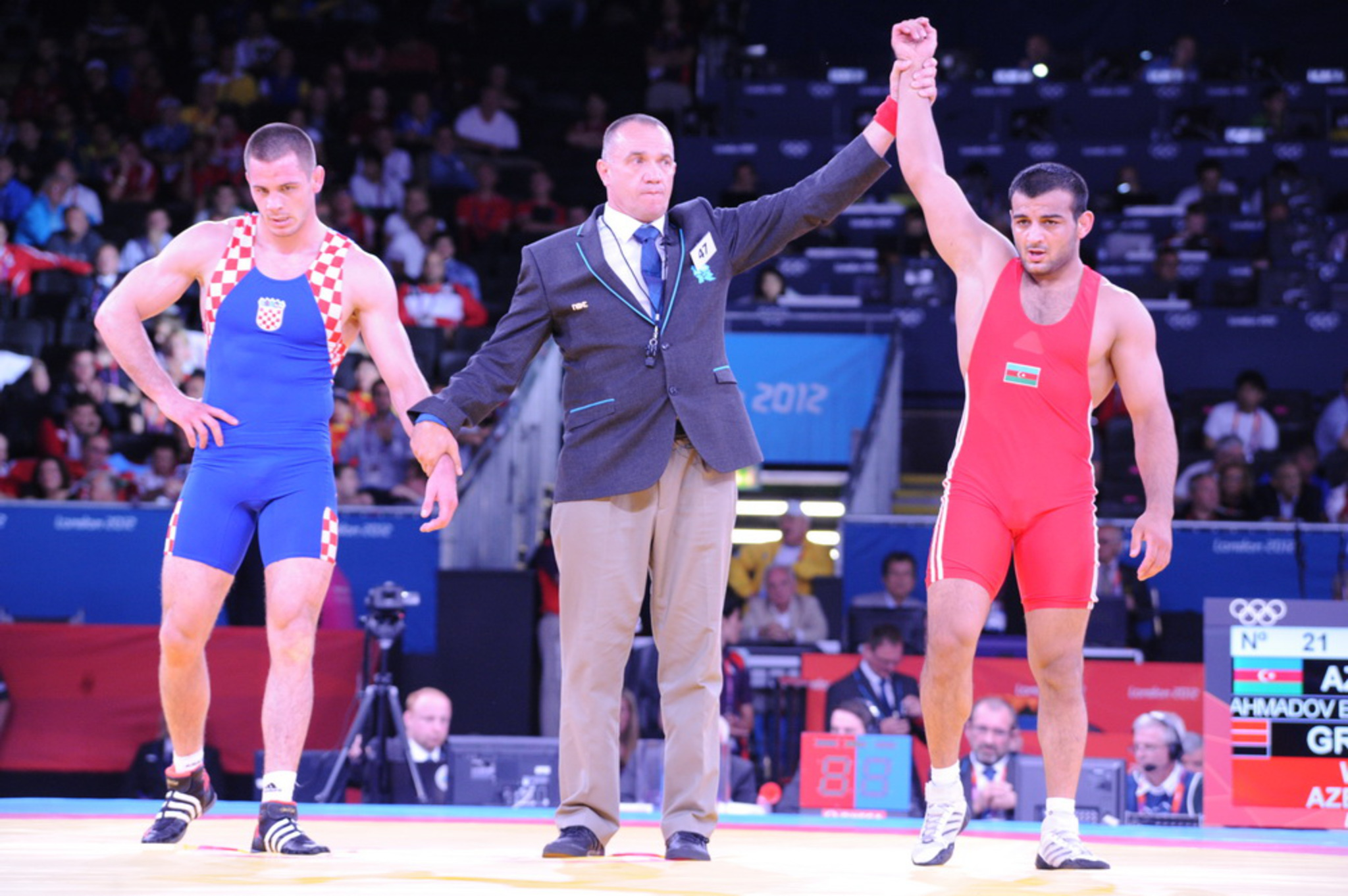
Emin Əhmədov (r.), Bronze 2012, gewann seinen Zweitrundenkampf gegen den Kroaten Neven Žugaj
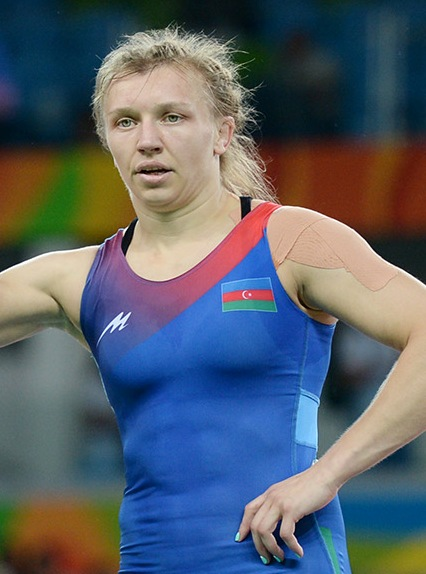
Julija Ratkewitsch, Bronze 2012
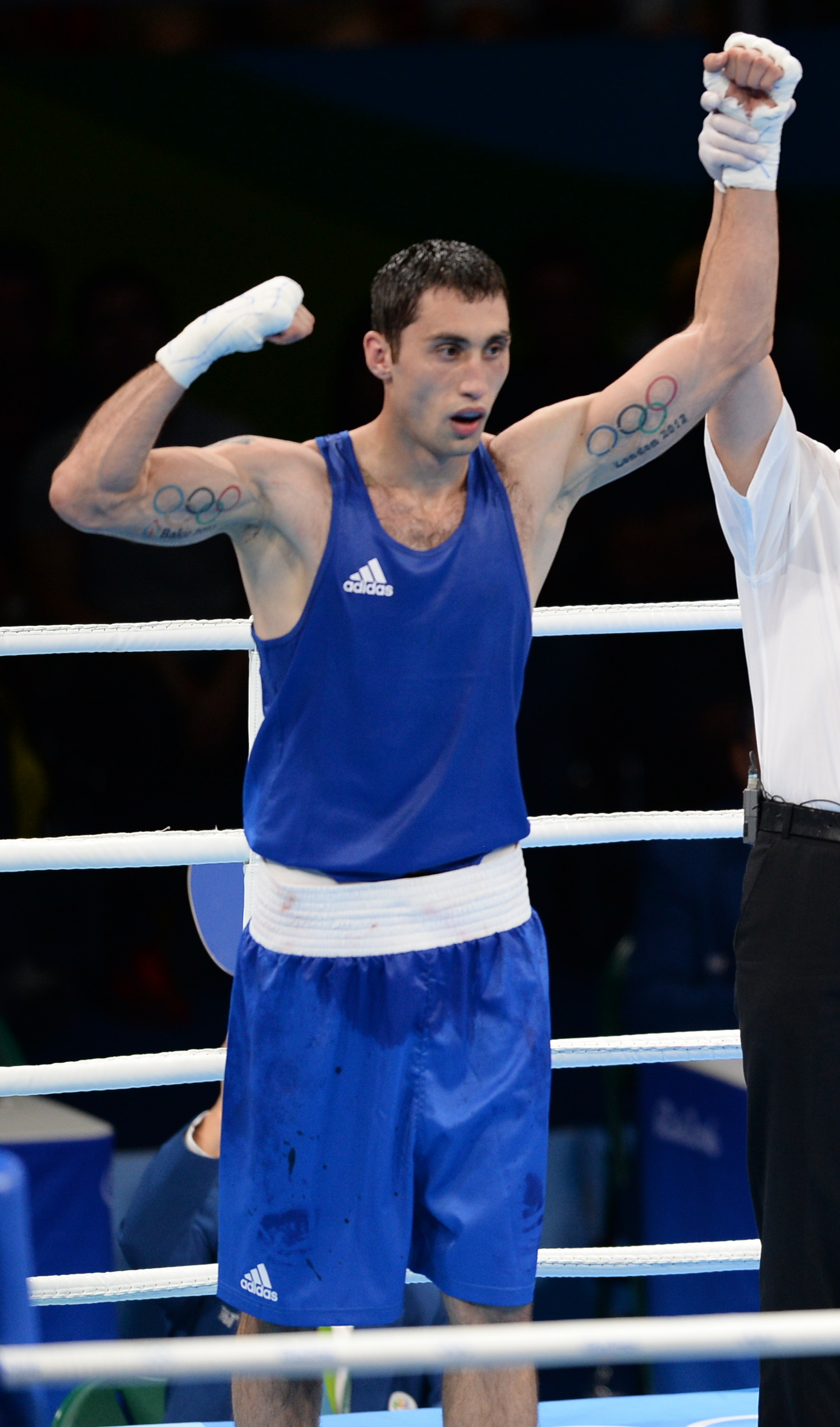
Teymur Məmmədov, Bronze 2012
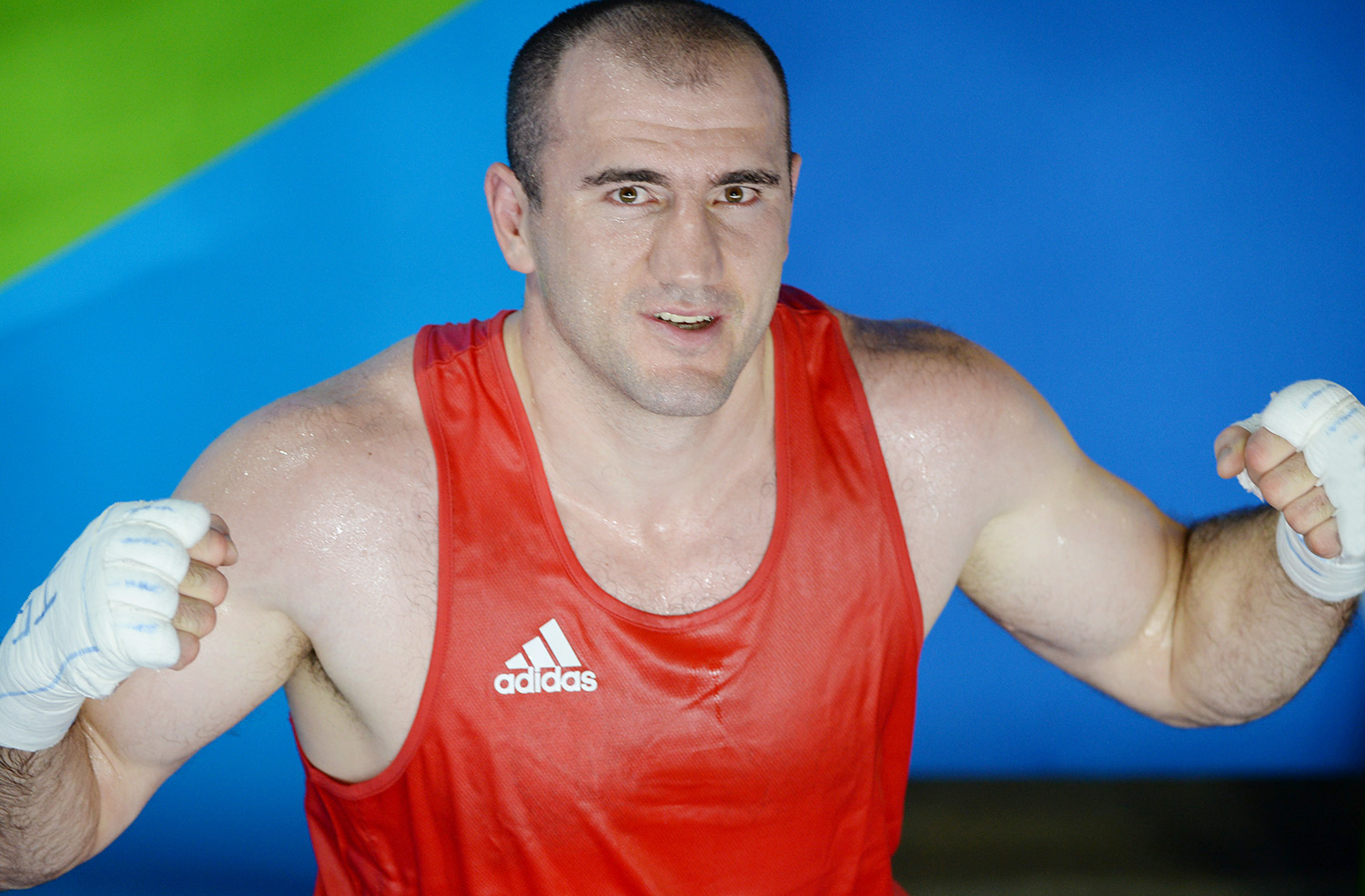
Məhəmmədrəsul Məcidov, Bronze 2012
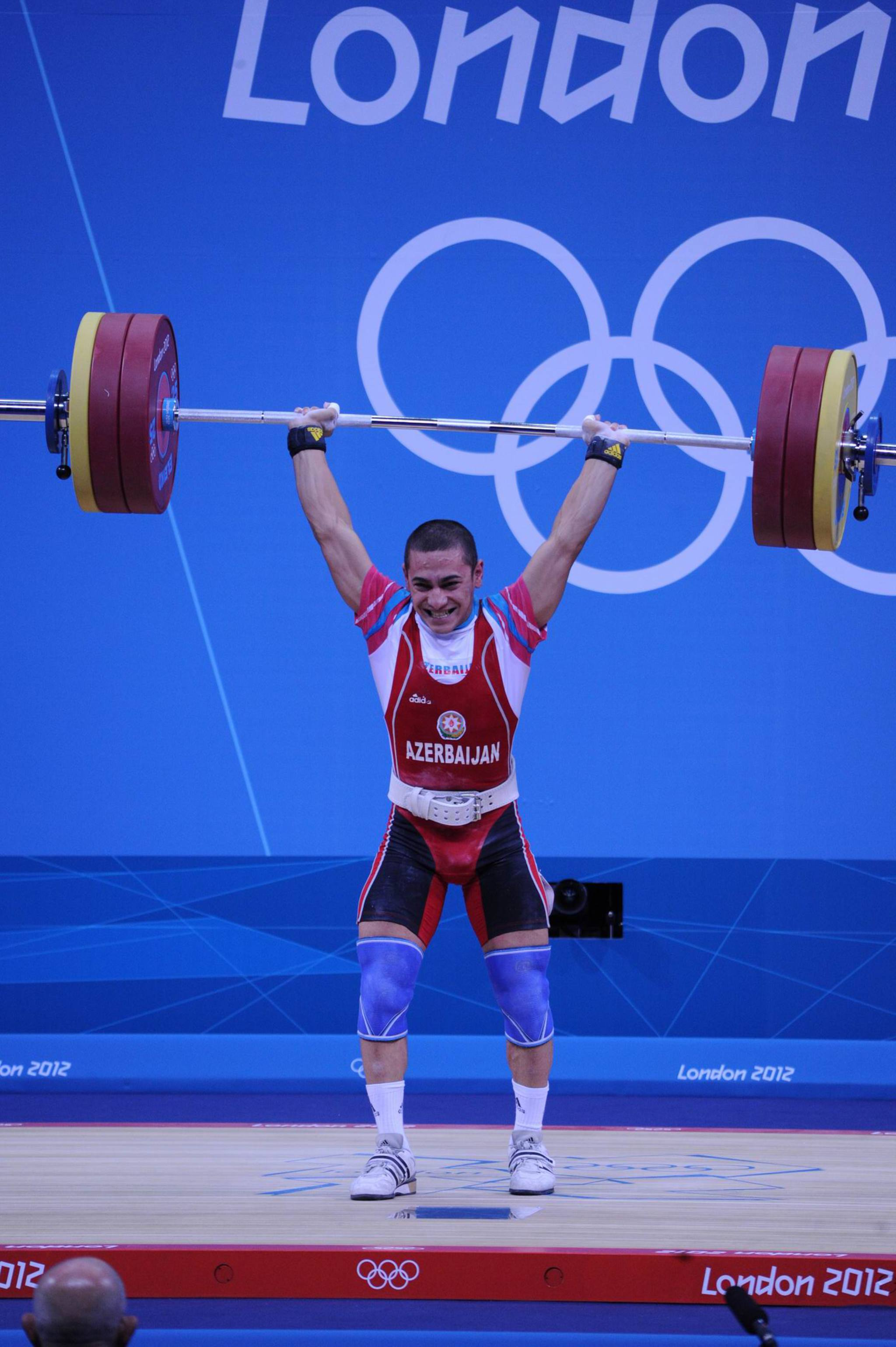
Valentin Xristov, Bronze 2012
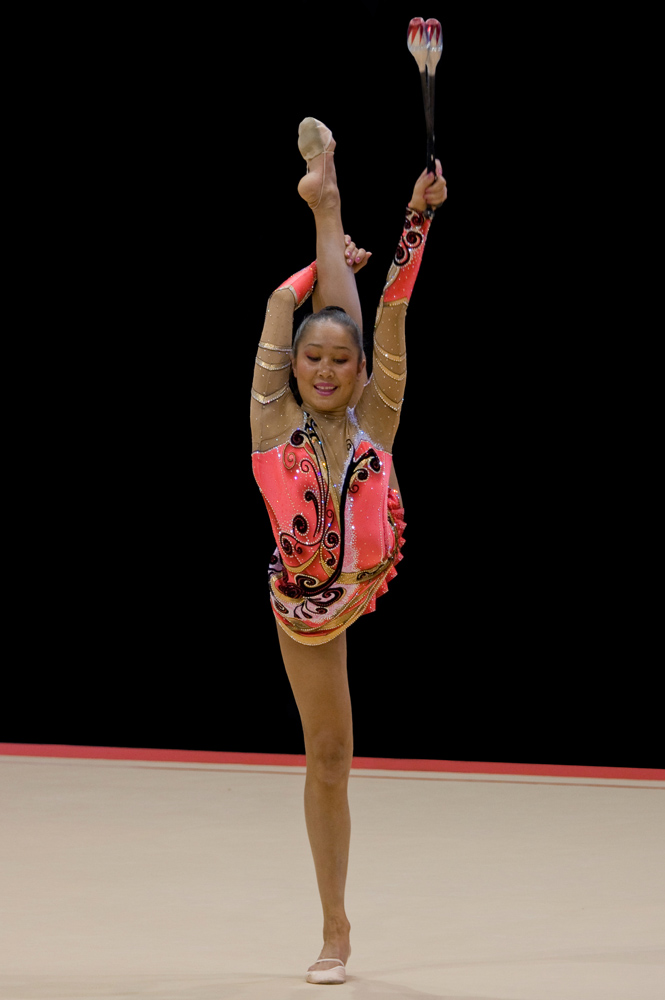
Die Sportgymnastin Alija Garayeva
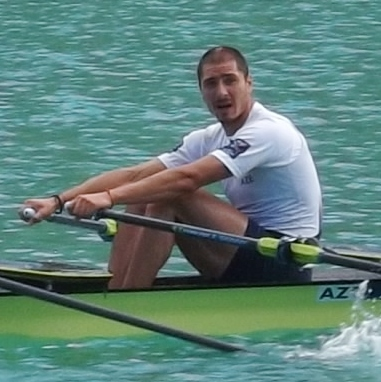
Der Ruderer Aleksandar Aleksandrov

Die erfolgreichste Teilnahme auf Grundlage der Medaillenzahl fand 2016 in Rio de Janeiro statt. 18 Medaillen wurden gewonnen, die Hälfte davon im Ringen. Den einzigen Olympiasieg schaffte der Taekwondoin Radik İsayev im Schwergewicht. Milad Beigi im Weltergewicht sowie bei den Frauen Patimat Abakarova im Fliegengewicht gewannen jeweils Bronze. Im Freistilringen gewannen Toğrul Əsgərov im Weltergewicht und Xetaq Qazyumov im Schwergewicht jeweils Silber. Bronze ging an Hacı Əliyev im Federgewicht, Cəbrayıl Həsənov im Mittelgewicht und Şərif Şərifov im Halbschwergewicht. Im griechisch-römischen Stil gewannen Rəsul Çunayev im Weltergewicht und Sabah Shariati im Superschwergewicht jeweils Bronze. Bei den Frauen holte Mariya Stadnik im Fliegengewicht Silber. Im Federgewicht gewann Nataliya Sinişin Bronze. Im Judo gewannen Rustam Orujov im Leichtgewicht und Elmar Gasimov im Halbschwergewicht jeweils Silber. Ebenfalls Silber gewann im Boxen der gebürtige Kubaner Collazo Sotomayor, ein Neffe des Hochsprung-Olympiasieger Javier Sotomayor, im Halbweltergewicht. Im Mittelgewicht holte Kamran Şahsuvarlı Bronze. Auch die Kanuten konnten zwei Medaillen beisteuern. Im Einer-Kanadier gewann Valentin Damyanenko Silber über 200 Meter. Über die gleiche Distanz im Einer-Kajak gewann Inna Osypenko-Radomska Bronze. Für die Ukraine war sie 2004, 2008 und 2012 an den Start gegangen und hatte eine Gold-, zwei Silber- und eine Bronzemedaille gewinnen können.

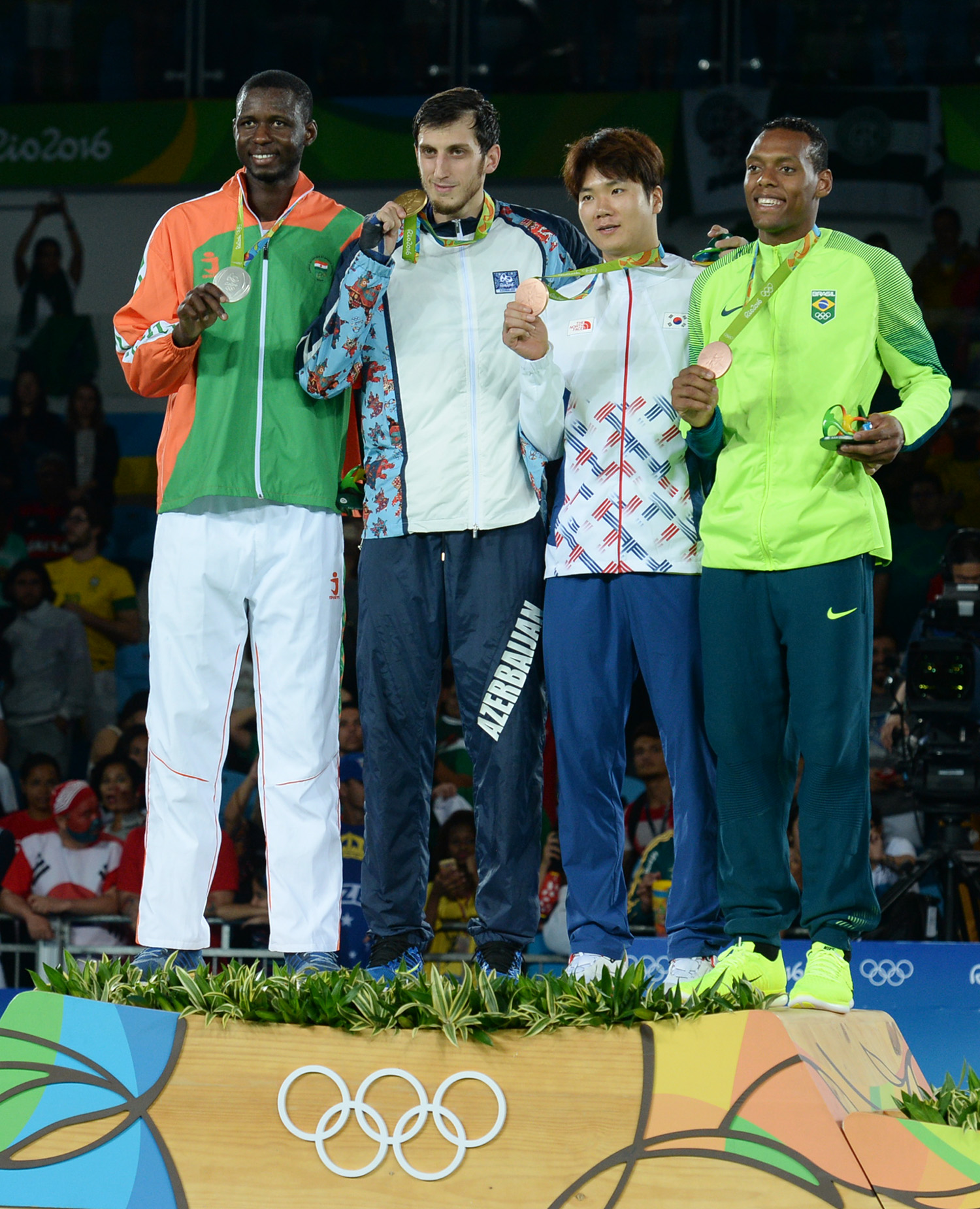
Siegerehrung 2016 im Taekwondo mit Olympiasieger Radik İsayev (2.v.l.)
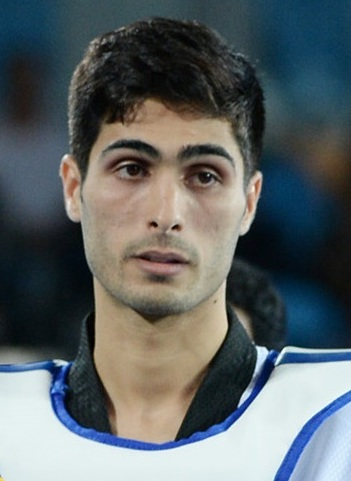
Milad Beigi, Bronze 2016
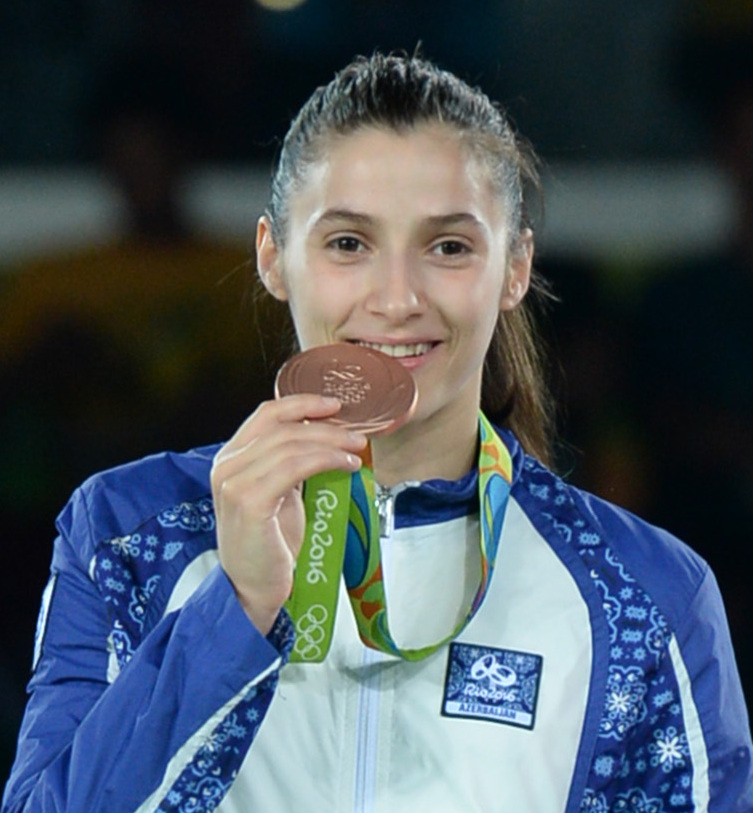
Patimat Abakarova, Bronze 2016
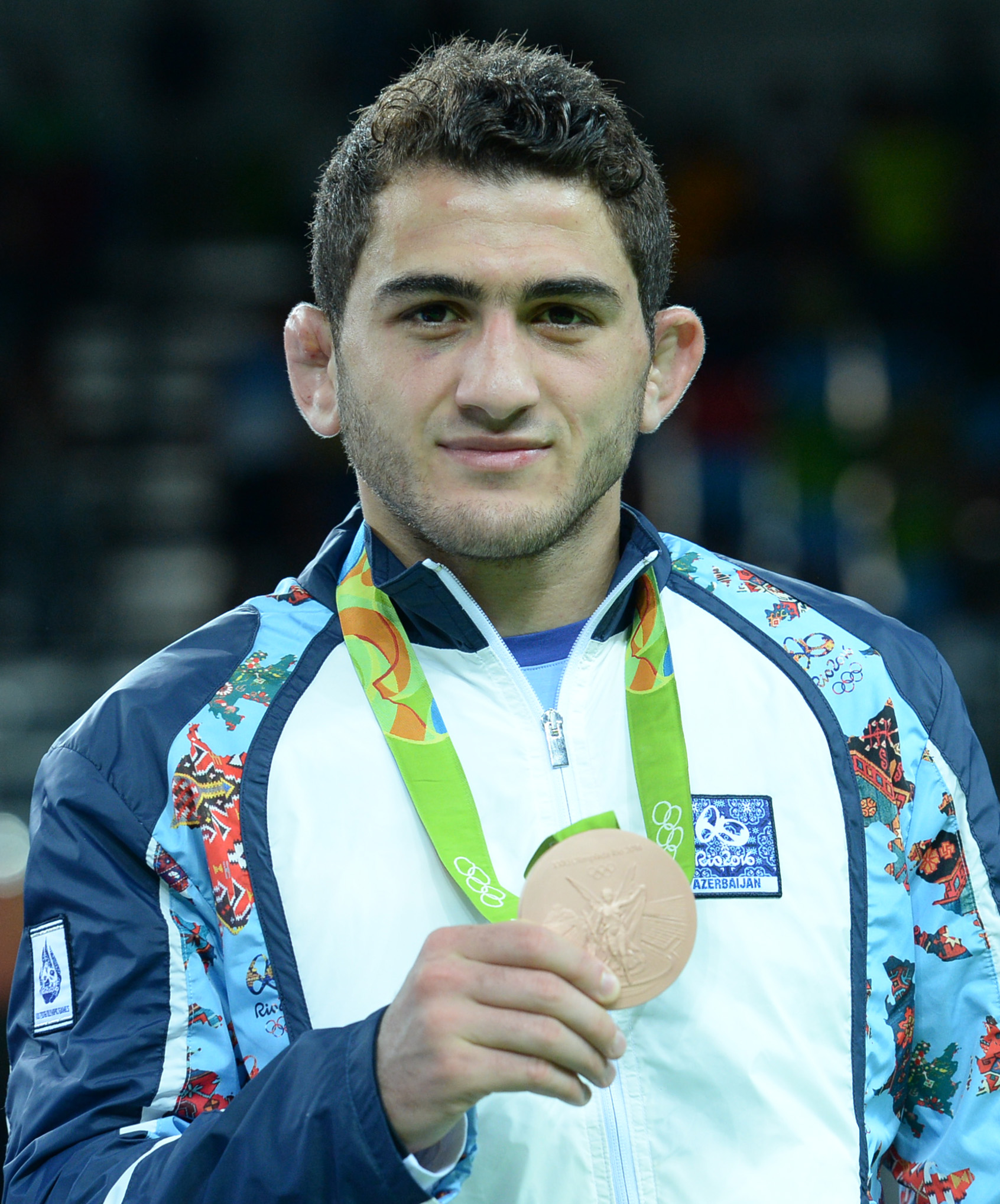
Hacı Əliyev, Bronze 2016
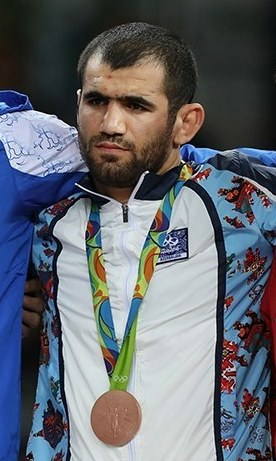
Cəbrayıl Həsənov, Bronze 2016
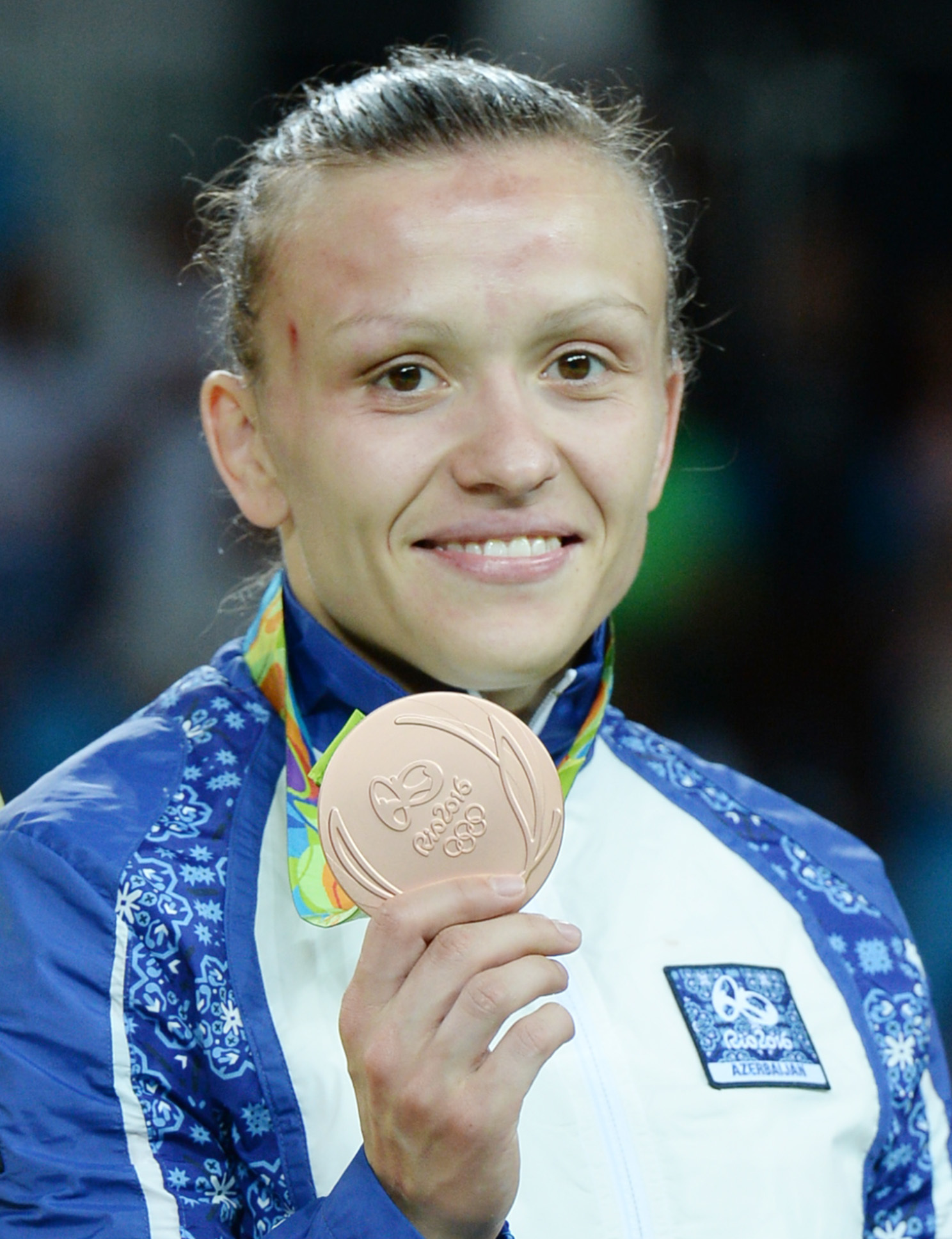
Nataliya Sinişin, Bronze 2016
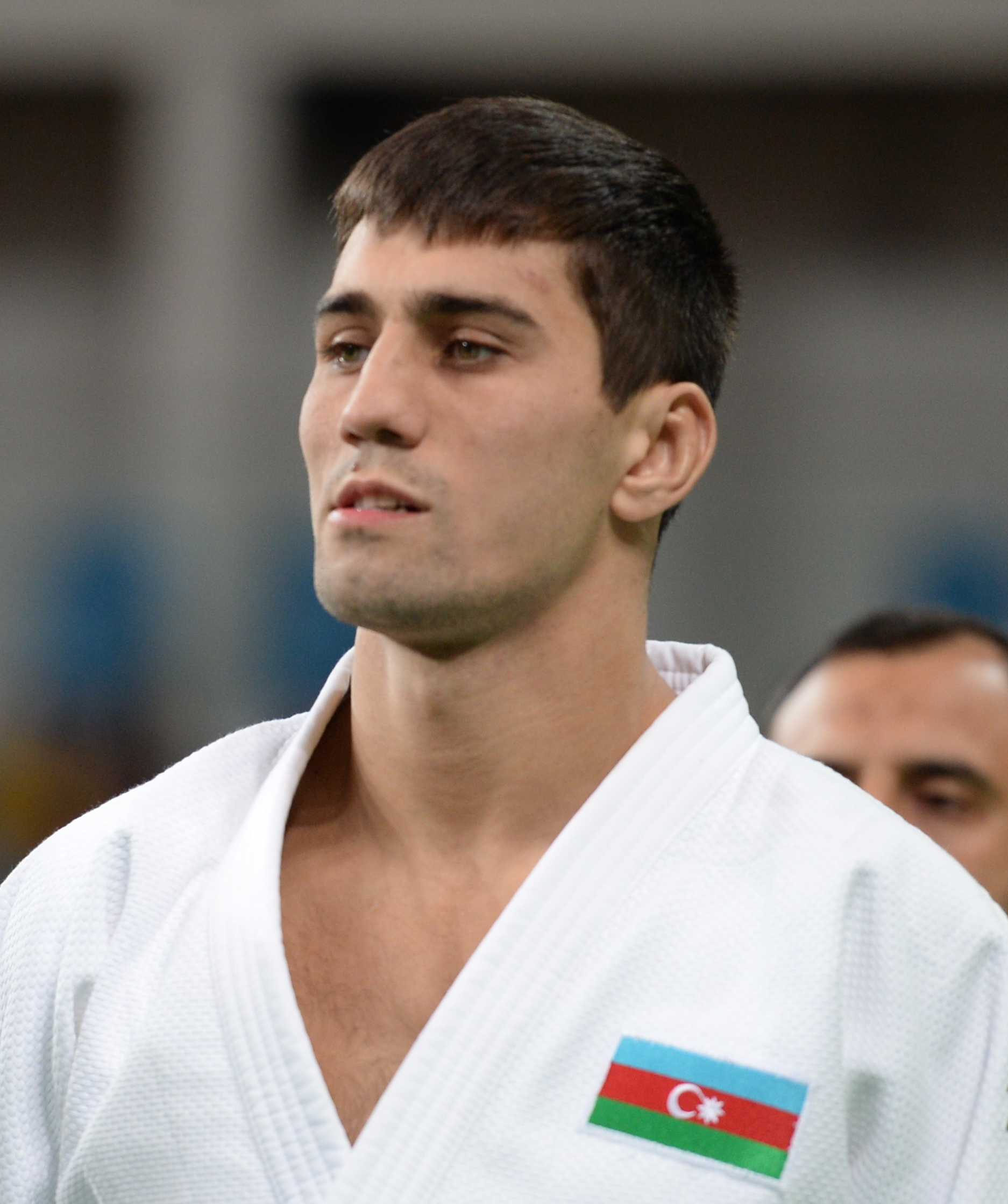
Rustam Orujov, Silber 2016
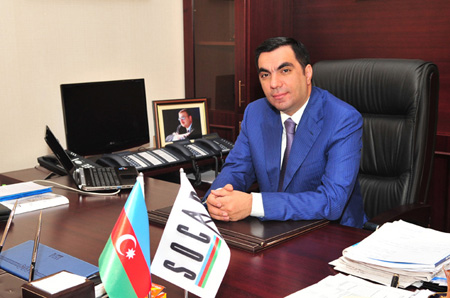
Elmar Gasimov, Silber 2016
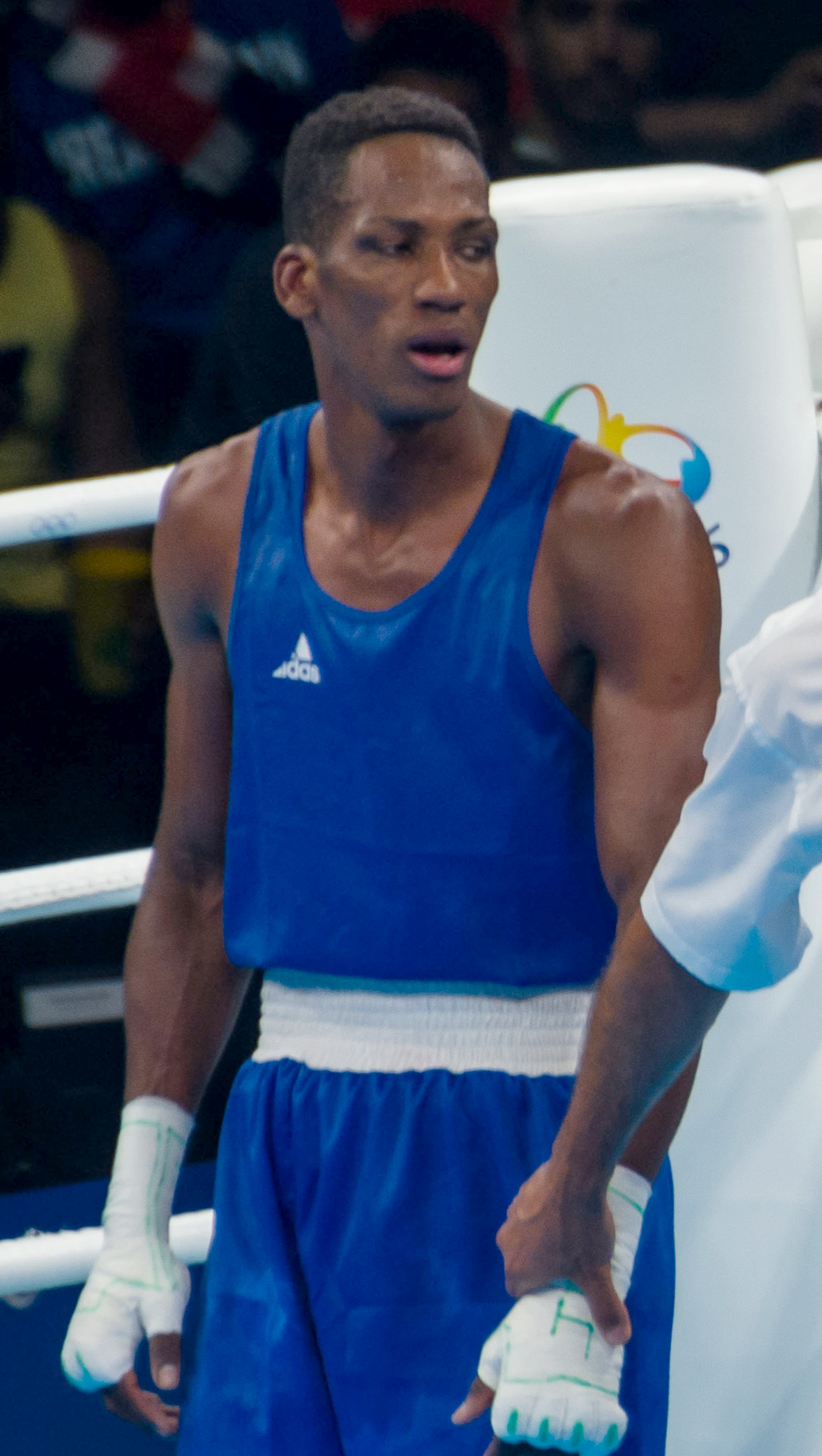
Collazo Sotomayor, Silber 2016
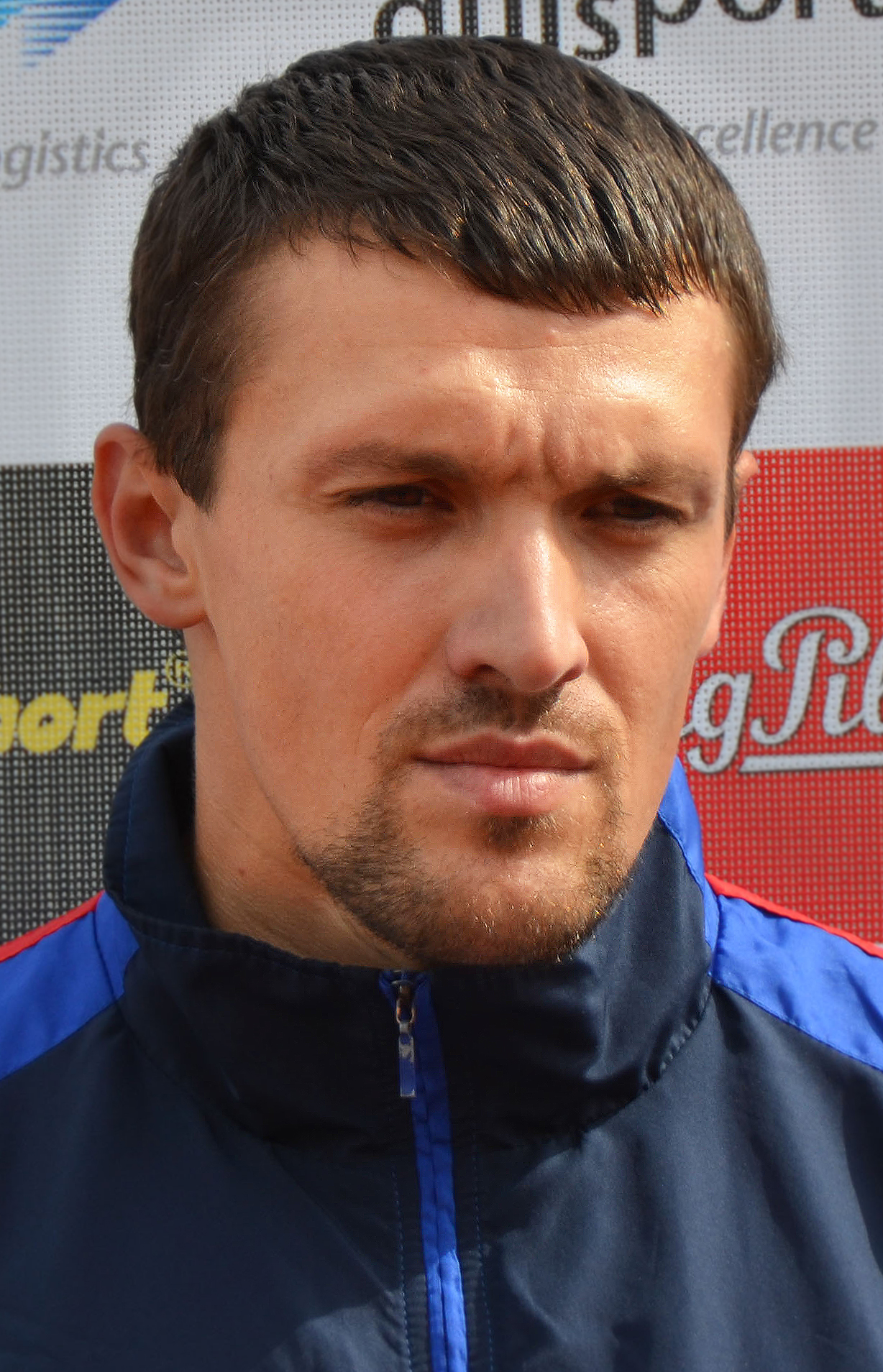
Valentin Demyanenko, Silber 2016
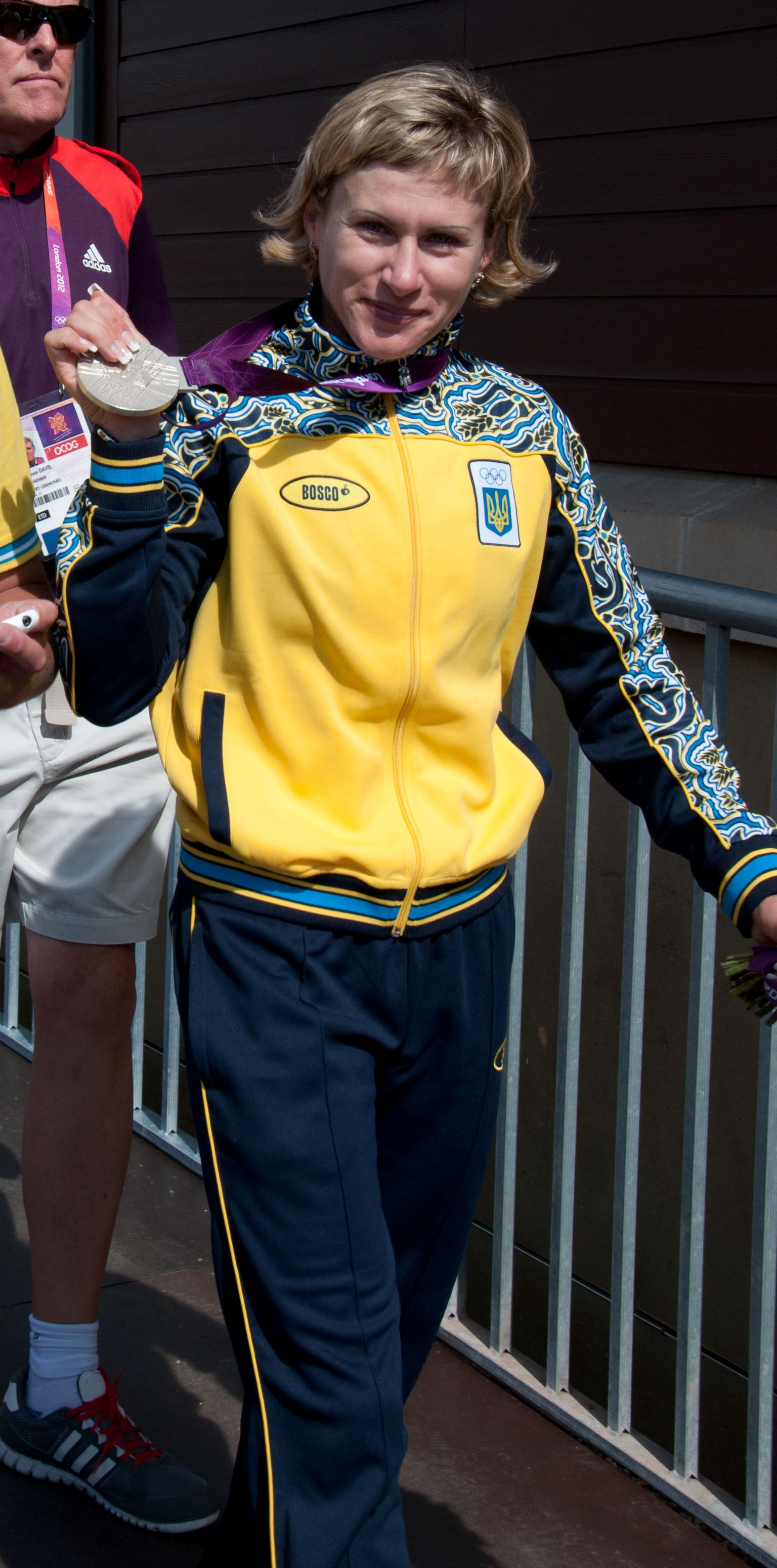
Inna Osypenko-Radomska, Bronze 2016 (hier mit ihrer Silbermedaille von 2012)

Bei den Sommerspielen in Tokio im Jahre 2021 war Aserbaidschan erstmals in den Sportarten Badminton und Karate vertreten. In letzterer konnte das Land zwei Silbermedaillen gewinnen.

### Winterspiele
Bei Winterspielen war Aserbaidschan erstmals 1998 in Nagano vertreten. Die erste Winter-Olympiamannschaft bestand aus vier Eiskunstläufern. Die ersten Winter-Olympioniken waren am 8. Februar 1998 die Paarläufer Inga Rodionowa und Alexandr Anitschenko. Seit 2002 nehmen auch alpine Skirennfahrer teil.

### Jugendspiele

#### Jugend-Sommerspiele
Bei den ersten Jugend-Sommerspielen 2010 in Singapur nahmen zwölf jugendliche Athleten, elf Jungen und ein Mädchen, teil. Sie traten in den Sportarten Boxen, Gewichtheben, Ringen, Judo, Taekwondo und im Kanusport an. Acht Medaillen, fünf Gold- und drei Silbermedaillen, wurden gewonnen. Jugend-Olympiasieger wurden die griechisch-römischen Ringer Murad Bazarov im Fliegengewicht und Elman Muktarov im Bantamgewicht, der Freistilringer Ali Magomedabirov im Schwergewicht, die Freistilringerin Patimat Bagomedova im Leichtgewicht und der Gewichtheber Nischat Rachimow im Leichtgewicht. Silber gewannen der Freistilringer Kanan Guliyev im Bantamgewicht sowie die Boxer Salman Əlizadə im Halbfliegengewicht und Elvin Isayev im Federgewicht.
Noch erfolgreicher mit zwölf Medaillen schnitten die aserbaidschanischen Jugendlichen bei den zweiten Jugend-Sommerspielen, die 2014 in Nanjing durchgeführt wurden, ab. Diesmal nahmen 21 Athleten, 13 Jungen und acht Mädchen, teil. Sie traten im Boxen, Ringen, Taekwondo, Judo, Schießen, Bogenschießen, Leichtathletik, Schwimmen und Rudern an. Gold gewannen die Freistilringer Teymur Mamedov im Mittelgewicht und Iqbal Hajizada im Schwergewicht, der griechisch-römische Ringer Islambek Dadov im Halbschwergewicht, der Boxer Rüfət Hüseynov im Fliegengewicht und der Taekwondoin Said Guliyev im Halbschwergewicht. Silber gewannen der griechisch-römische Ringer Jabbar Najafov im Bantamgewicht, die Freistilringerin Leyla Gurbanova im Leichtgewicht, der Judoka Natiq Gurbanli im Fliegengewicht, die Judoka Leyla Aliyeva im Fliegengewicht, die Taekwondoin Ceren Ozbek im Fliegengewicht sowie der Ruderer Boris Yotov im Einer. Der Leichtathlet Nazim Babayev gewann Bronze im Dreisprung.

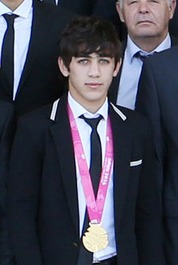
Rüfət Hüseynov, Jugend-Olympiasieger 2016
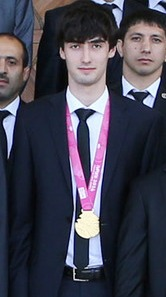
Said Guliyev, Jugend-Olympiasieger 2016
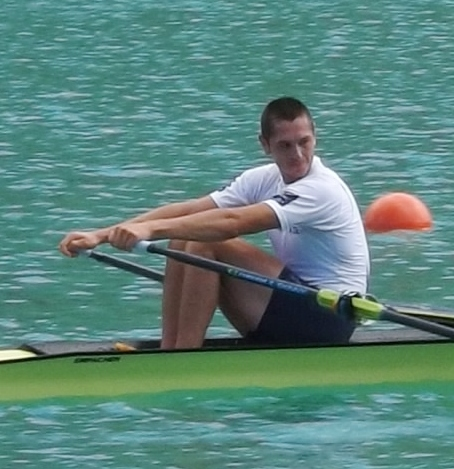
Boris Yotov, Silber 2016
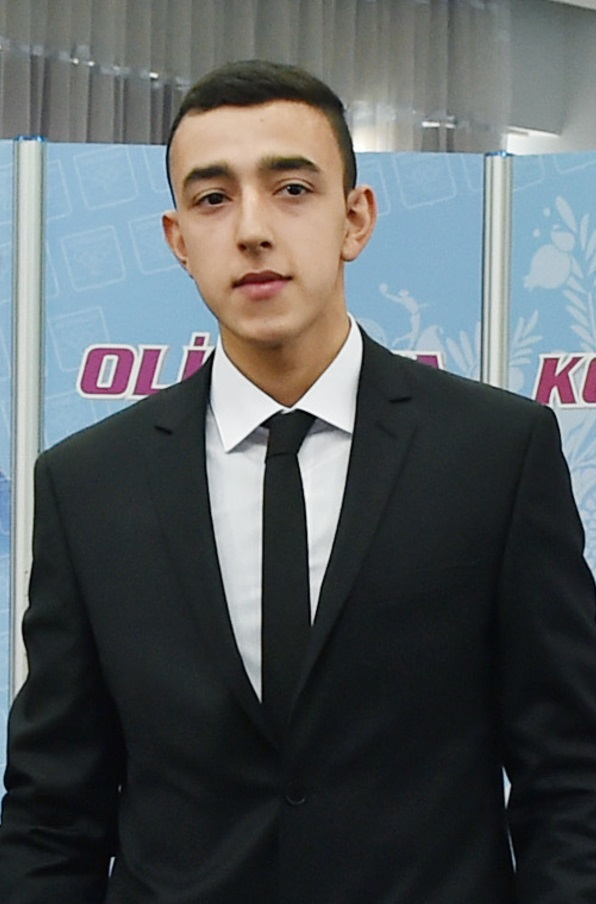
Nazim Babayev, Bronze 2016

## Übersicht der Teilnehmer

### Sommerspiele
| Jahr      | Athleten                                                        | Athleten                                                        | Athleten                                                        | Sportarten                                                      | Sportarten                                                      | Sportarten                                                      | Sportarten                                                      | Sportarten                                                      | Sportarten                                                      | Sportarten                                                      | Sportarten                                                      | Sportarten                                                      | Sportarten                                                      | Sportarten                                                      | Sportarten                                                      | Sportarten                                                      | Sportarten                                                      | Sportarten                                                      | Sportarten                                                      | Sportarten                                                      | Sportarten                                                      | Sportarten                                                      | Sportarten                                                      | Sportarten                                                      | Sportarten                                                      | Medaillen                                                       | Medaillen                                                       | Medaillen                                                       | Medaillen                                                       | Rang                                                            |
| Jahr      | ∑                                                               |                                                                 |                                                                 |                                                                 |                                                                 |                                                                 |                                                                 |                                                                 |                                                                 |                                                                 |                                                                 |                                                                 |                                                                 |                                                                 |                                                                 |                                                                 |                                                                 |                                                                 |                                                                 |                                                                 |                                                                 |                                                                 |                                                                 |                                                                 |                                                                 |                                                                 |                                                                 |                                                                 | Medaillen – Gesamt                                              | Rang                                                            |
| --------- | --------------------------------------------------------------- | --------------------------------------------------------------- | --------------------------------------------------------------- | --------------------------------------------------------------- | --------------------------------------------------------------- | --------------------------------------------------------------- | --------------------------------------------------------------- | --------------------------------------------------------------- | --------------------------------------------------------------- | --------------------------------------------------------------- | --------------------------------------------------------------- | --------------------------------------------------------------- | --------------------------------------------------------------- | --------------------------------------------------------------- | --------------------------------------------------------------- | --------------------------------------------------------------- | --------------------------------------------------------------- | --------------------------------------------------------------- | --------------------------------------------------------------- | --------------------------------------------------------------- | --------------------------------------------------------------- | --------------------------------------------------------------- | --------------------------------------------------------------- | --------------------------------------------------------------- | --------------------------------------------------------------- | --------------------------------------------------------------- | --------------------------------------------------------------- | --------------------------------------------------------------- | --------------------------------------------------------------- | --------------------------------------------------------------- |
| 1896–1912 | nicht teilgenommen – Teil des Russischen Reiches                | nicht teilgenommen – Teil des Russischen Reiches                | nicht teilgenommen – Teil des Russischen Reiches                | nicht teilgenommen – Teil des Russischen Reiches                | nicht teilgenommen – Teil des Russischen Reiches                | nicht teilgenommen – Teil des Russischen Reiches                | nicht teilgenommen – Teil des Russischen Reiches                | nicht teilgenommen – Teil des Russischen Reiches                | nicht teilgenommen – Teil des Russischen Reiches                | nicht teilgenommen – Teil des Russischen Reiches                | nicht teilgenommen – Teil des Russischen Reiches                | nicht teilgenommen – Teil des Russischen Reiches                | nicht teilgenommen – Teil des Russischen Reiches                | nicht teilgenommen – Teil des Russischen Reiches                | nicht teilgenommen – Teil des Russischen Reiches                | nicht teilgenommen – Teil des Russischen Reiches                | nicht teilgenommen – Teil des Russischen Reiches                | nicht teilgenommen – Teil des Russischen Reiches                | nicht teilgenommen – Teil des Russischen Reiches                | nicht teilgenommen – Teil des Russischen Reiches                | nicht teilgenommen – Teil des Russischen Reiches                | nicht teilgenommen – Teil des Russischen Reiches                | nicht teilgenommen – Teil des Russischen Reiches                | nicht teilgenommen – Teil des Russischen Reiches                | nicht teilgenommen – Teil des Russischen Reiches                | nicht teilgenommen – Teil des Russischen Reiches                | nicht teilgenommen – Teil des Russischen Reiches                | nicht teilgenommen – Teil des Russischen Reiches                | nicht teilgenommen – Teil des Russischen Reiches                | nicht teilgenommen – Teil des Russischen Reiches                |
| 1920–1988 | Teilnahme in den Olympiamannschaften der ehemaligen Sowjetunion | Teilnahme in den Olympiamannschaften der ehemaligen Sowjetunion | Teilnahme in den Olympiamannschaften der ehemaligen Sowjetunion | Teilnahme in den Olympiamannschaften der ehemaligen Sowjetunion | Teilnahme in den Olympiamannschaften der ehemaligen Sowjetunion | Teilnahme in den Olympiamannschaften der ehemaligen Sowjetunion | Teilnahme in den Olympiamannschaften der ehemaligen Sowjetunion | Teilnahme in den Olympiamannschaften der ehemaligen Sowjetunion | Teilnahme in den Olympiamannschaften der ehemaligen Sowjetunion | Teilnahme in den Olympiamannschaften der ehemaligen Sowjetunion | Teilnahme in den Olympiamannschaften der ehemaligen Sowjetunion | Teilnahme in den Olympiamannschaften der ehemaligen Sowjetunion | Teilnahme in den Olympiamannschaften der ehemaligen Sowjetunion | Teilnahme in den Olympiamannschaften der ehemaligen Sowjetunion | Teilnahme in den Olympiamannschaften der ehemaligen Sowjetunion | Teilnahme in den Olympiamannschaften der ehemaligen Sowjetunion | Teilnahme in den Olympiamannschaften der ehemaligen Sowjetunion | Teilnahme in den Olympiamannschaften der ehemaligen Sowjetunion | Teilnahme in den Olympiamannschaften der ehemaligen Sowjetunion | Teilnahme in den Olympiamannschaften der ehemaligen Sowjetunion | Teilnahme in den Olympiamannschaften der ehemaligen Sowjetunion | Teilnahme in den Olympiamannschaften der ehemaligen Sowjetunion | Teilnahme in den Olympiamannschaften der ehemaligen Sowjetunion | Teilnahme in den Olympiamannschaften der ehemaligen Sowjetunion | Teilnahme in den Olympiamannschaften der ehemaligen Sowjetunion | Teilnahme in den Olympiamannschaften der ehemaligen Sowjetunion | Teilnahme in den Olympiamannschaften der ehemaligen Sowjetunion | Teilnahme in den Olympiamannschaften der ehemaligen Sowjetunion | Teilnahme in den Olympiamannschaften der ehemaligen Sowjetunion | Teilnahme in den Olympiamannschaften der ehemaligen Sowjetunion |
| 1992      | Teilnahme in der Olympiamannschaft des Vereinten Teams          | Teilnahme in der Olympiamannschaft des Vereinten Teams          | Teilnahme in der Olympiamannschaft des Vereinten Teams          | Teilnahme in der Olympiamannschaft des Vereinten Teams          | Teilnahme in der Olympiamannschaft des Vereinten Teams          | Teilnahme in der Olympiamannschaft des Vereinten Teams          | Teilnahme in der Olympiamannschaft des Vereinten Teams          | Teilnahme in der Olympiamannschaft des Vereinten Teams          | Teilnahme in der Olympiamannschaft des Vereinten Teams          | Teilnahme in der Olympiamannschaft des Vereinten Teams          | Teilnahme in der Olympiamannschaft des Vereinten Teams          | Teilnahme in der Olympiamannschaft des Vereinten Teams          | Teilnahme in der Olympiamannschaft des Vereinten Teams          | Teilnahme in der Olympiamannschaft des Vereinten Teams          | Teilnahme in der Olympiamannschaft des Vereinten Teams          | Teilnahme in der Olympiamannschaft des Vereinten Teams          | Teilnahme in der Olympiamannschaft des Vereinten Teams          | Teilnahme in der Olympiamannschaft des Vereinten Teams          | Teilnahme in der Olympiamannschaft des Vereinten Teams          | Teilnahme in der Olympiamannschaft des Vereinten Teams          | Teilnahme in der Olympiamannschaft des Vereinten Teams          | Teilnahme in der Olympiamannschaft des Vereinten Teams          | Teilnahme in der Olympiamannschaft des Vereinten Teams          | Teilnahme in der Olympiamannschaft des Vereinten Teams          | Teilnahme in der Olympiamannschaft des Vereinten Teams          | Teilnahme in der Olympiamannschaft des Vereinten Teams          | Teilnahme in der Olympiamannschaft des Vereinten Teams          | Teilnahme in der Olympiamannschaft des Vereinten Teams          | Teilnahme in der Olympiamannschaft des Vereinten Teams          | Teilnahme in der Olympiamannschaft des Vereinten Teams          |
| 1996      | 23                                                              | 20                                                              | 3                                                               |                                                                 |                                                                 |                                                                 | 2                                                               | 1                                                               | 2                                                               | 2                                                               |                                                                 |                                                                 | 4                                                               |                                                                 |                                                                 |                                                                 | 8                                                               |                                                                 | 2                                                               | 1                                                               |                                                                 |                                                                 |                                                                 |                                                                 | 1                                                               |                                                                 | 1                                                               |                                                                 | 1                                                               | 61                                                              |
| 2000      | 31                                                              | 25                                                              | 6                                                               |                                                                 |                                                                 |                                                                 | 5                                                               |                                                                 | 4                                                               | 4                                                               |                                                                 |                                                                 | 4                                                               |                                                                 |                                                                 |                                                                 | 9                                                               |                                                                 | 2                                                               | 2                                                               |                                                                 |                                                                 |                                                                 |                                                                 | 1                                                               | 2                                                               |                                                                 | 1                                                               | 3                                                               | 34                                                              |
| 2004      | 36                                                              | 30                                                              | 6                                                               |                                                                 |                                                                 |                                                                 | 9                                                               | 1                                                               | 5                                                               | 3                                                               |                                                                 |                                                                 | 4                                                               |                                                                 |                                                                 |                                                                 | 7                                                               |                                                                 | 2                                                               | 2                                                               | 2                                                               |                                                                 |                                                                 | 1                                                               |                                                                 | 1                                                               |                                                                 | 4                                                               | 5                                                               | 50                                                              |
| 2008      | 44                                                              | 30                                                              | 14                                                              |                                                                 |                                                                 |                                                                 | 2                                                               |                                                                 | 5                                                               | 6                                                               |                                                                 |                                                                 | 2                                                               |                                                                 | 1                                                               |                                                                 | 16                                                              |                                                                 | 1                                                               | 2                                                               | 1                                                               |                                                                 |                                                                 | 8                                                               |                                                                 | 1                                                               | 1                                                               | 4                                                               | 6                                                               | 40                                                              |
| 2012      | 52                                                              | 38                                                              | 14                                                              |                                                                 |                                                                 |                                                                 | 8                                                               | 1                                                               | 5                                                               | 8                                                               | 3                                                               |                                                                 | 3                                                               | 1                                                               | 1                                                               |                                                                 | 13                                                              | 2                                                               | 1                                                               | 2                                                               | 2                                                               |                                                                 |                                                                 | 2                                                               |                                                                 | 2                                                               | 2                                                               | 6                                                               | 10                                                              | 30                                                              |
| 2016      | 56                                                              | 42                                                              | 14                                                              |                                                                 |                                                                 | 1                                                               | 11                                                              | 1                                                               |                                                                 | 6                                                               | 3                                                               |                                                                 | 4                                                               | 3                                                               |                                                                 |                                                                 | 14                                                              | 2                                                               | 1                                                               | 2                                                               | 4                                                               |                                                                 | 1                                                               | 3                                                               |                                                                 | 1                                                               | 7                                                               | 10                                                              | 18                                                              | 39                                                              |
| 2020      | 44                                                              | 28                                                              | 16                                                              | 1                                                               |                                                                 |                                                                 | 5                                                               | 1                                                               |                                                                 | 9                                                               |                                                                 | 3                                                               | 2                                                               | 1                                                               |                                                                 | 6                                                               | 7                                                               |                                                                 | 2                                                               | 2                                                               | 2                                                               |                                                                 | 1                                                               | 2                                                               |                                                                 |                                                                 | 3                                                               | 4                                                               | 7                                                               | 67                                                              |
| 2024      | 48                                                              | 28                                                              | 20                                                              | 2                                                               | 4                                                               | 1                                                               | 5                                                               | 1                                                               |                                                                 | 9                                                               |                                                                 |                                                                 | 1                                                               |                                                                 |                                                                 | 6                                                               | 12                                                              | 1                                                               | 1                                                               | 2                                                               | 1                                                               | 1                                                               | 1                                                               |                                                                 |                                                                 | 2                                                               | 2                                                               | 3                                                               | 7                                                               | 30                                                              |
| Gesamt    | Gesamt                                                          | Gesamt                                                          | Gesamt                                                          | Gesamt                                                          | Gesamt                                                          | Gesamt                                                          | Gesamt                                                          | Gesamt                                                          | Gesamt                                                          | Gesamt                                                          | Gesamt                                                          | Gesamt                                                          | Gesamt                                                          | Gesamt                                                          | Gesamt                                                          | Gesamt                                                          | Gesamt                                                          | Gesamt                                                          | Gesamt                                                          | Gesamt                                                          | Gesamt                                                          | Gesamt                                                          | Gesamt                                                          | Gesamt                                                          | Gesamt                                                          | 9                                                               | 16                                                              | 32                                                              | 57                                                              |                                                                 |

### Winterspiele
| Jahr      | Athleten                                                        | Athleten                                                        | Athleten                                                        | Sportarten                                                      | Sportarten                                                      | Medaillen                                                       | Medaillen                                                       | Medaillen                                                       | Medaillen                                                       | Rang                                                            |
| Jahr      | ∑                                                               |                                                                 |                                                                 |                                                                 |                                                                 |                                                                 |                                                                 |                                                                 | Medaillen – Gesamt                                              | Rang                                                            |
| --------- | --------------------------------------------------------------- | --------------------------------------------------------------- | --------------------------------------------------------------- | --------------------------------------------------------------- | --------------------------------------------------------------- | --------------------------------------------------------------- | --------------------------------------------------------------- | --------------------------------------------------------------- | --------------------------------------------------------------- | --------------------------------------------------------------- |
| 1924–1988 | Teilnahme in den Olympiamannschaften der ehemaligen Sowjetunion | Teilnahme in den Olympiamannschaften der ehemaligen Sowjetunion | Teilnahme in den Olympiamannschaften der ehemaligen Sowjetunion | Teilnahme in den Olympiamannschaften der ehemaligen Sowjetunion | Teilnahme in den Olympiamannschaften der ehemaligen Sowjetunion | Teilnahme in den Olympiamannschaften der ehemaligen Sowjetunion | Teilnahme in den Olympiamannschaften der ehemaligen Sowjetunion | Teilnahme in den Olympiamannschaften der ehemaligen Sowjetunion | Teilnahme in den Olympiamannschaften der ehemaligen Sowjetunion | Teilnahme in den Olympiamannschaften der ehemaligen Sowjetunion |
| 1992      | Teilnahme in der Olympiamannschaft des Vereinten Teams          | Teilnahme in der Olympiamannschaft des Vereinten Teams          | Teilnahme in der Olympiamannschaft des Vereinten Teams          | Teilnahme in der Olympiamannschaft des Vereinten Teams          | Teilnahme in der Olympiamannschaft des Vereinten Teams          | Teilnahme in der Olympiamannschaft des Vereinten Teams          | Teilnahme in der Olympiamannschaft des Vereinten Teams          | Teilnahme in der Olympiamannschaft des Vereinten Teams          | Teilnahme in der Olympiamannschaft des Vereinten Teams          | Teilnahme in der Olympiamannschaft des Vereinten Teams          |
| 1994      | nicht teilgenommen                                              | nicht teilgenommen                                              | nicht teilgenommen                                              | nicht teilgenommen                                              | nicht teilgenommen                                              | nicht teilgenommen                                              | nicht teilgenommen                                              | nicht teilgenommen                                              | nicht teilgenommen                                              | nicht teilgenommen                                              |
| 1998      | 4                                                               | 2                                                               | 2                                                               | 4                                                               |                                                                 |                                                                 |                                                                 |                                                                 |                                                                 |                                                                 |
| 2002      | 4                                                               | 3                                                               | 1                                                               | 3                                                               | 1                                                               |                                                                 |                                                                 |                                                                 |                                                                 |                                                                 |
| 2006      | 2                                                               | 1                                                               | 1                                                               | 2                                                               |                                                                 |                                                                 |                                                                 |                                                                 |                                                                 |                                                                 |
| 2010      | 2                                                               | 1                                                               | 1                                                               |                                                                 | 2                                                               |                                                                 |                                                                 |                                                                 |                                                                 |                                                                 |
| 2014      | 3                                                               | 2                                                               | 1                                                               | 2                                                               | 1                                                               |                                                                 |                                                                 |                                                                 |                                                                 |                                                                 |
| 2018      | 1                                                               | 1                                                               | 0                                                               |                                                                 | 1                                                               |                                                                 |                                                                 |                                                                 |                                                                 |                                                                 |
| 2022      | 2                                                               | 1                                                               | 1                                                               | 2                                                               |                                                                 |                                                                 |                                                                 |                                                                 |                                                                 |                                                                 |
| Gesamt    | Gesamt                                                          | Gesamt                                                          | Gesamt                                                          | Gesamt                                                          | Gesamt                                                          | 0                                                               | 0                                                               | 0                                                               | 0                                                               |                                                                 |

## Liste der Medaillengewinner

### Goldmedaillen
| Name                   | Spiele              | Sportart  | Disziplin                        | Anmerkung          |
| ---------------------- | ------------------- | --------- | -------------------------------- | ------------------ |
| Zemfira Meftahatdinowa | 2000 Sydney         | Schießen  | Skeet                            | erster Olympiasieg |
| Namiq Abdullayev       | 2000 Sydney         | Ringen    | Bantamgewicht Freistil           |                    |
| Fərid Mansurov         | 2004 Athen          | Ringen    | Weltergewicht griechisch-römisch |                    |
| Elnur Məmmədli         | 2008 Peking         | Judo      | Leichtgewicht                    |                    |
| Toğrul Əsgərov         | 2012 London         | Ringen    | Leichtgewicht Freistil           |                    |
| Şərif Şərifov          | 2012 London         | Ringen    | Halbschwergewicht Freistil       |                    |
| Radik İsayev           | 2016 Rio de Janeiro | Taekwondo | Schwergewicht                    |                    |
| Hidayət Heydərov       | 2024 Paris          | Judo      | Männer, Klasse bis 73 kg         |                    |
| Zelym Kotsoiev         | 2024 Paris          | Judo      | Männer, Klasse bis 100 kg        |                    |

### Silbermedaillen
| Name                | Spiele              | Sportart  | Disziplin                          | Anmerkung              |
| ------------------- | ------------------- | --------- | ---------------------------------- | ---------------------- |
| Namiq Abdullayev    | 1996 Atlanta        | Ringen    | Fliegengewicht Freistil            | erster Medaillengewinn |
| Rövşən Bayramov     | 2008 Peking         | Ringen    | Federgewicht griechisch-römisch    |                        |
| Rövşən Bayramov     | 2012 London         | Ringen    | Federgewicht griechisch-römisch    |                        |
| Mariya Stadnik      | 2012 London         | Ringen    | Fliegengewicht Freistil            |                        |
| Toğrul Əsgərov      | 2016 Rio de Janeiro | Ringen    | Weltergewicht Freistil             |                        |
| Xetaq Qazyumov      | 2016 Rio de Janeiro | Ringen    | Schwergewicht Freistil             |                        |
| Mariya Stadnik      | 2016 Rio de Janeiro | Ringen    | Fliegengewicht Freistil            |                        |
| Rustam Orujov       | 2016 Rio de Janeiro | Judo      | Leichtgewicht                      |                        |
| Elmar Gasimov       | 2016 Rio de Janeiro | Judo      | Halbschwergewicht                  |                        |
| Collazo Sotomayor   | 2016 Rio de Janeiro | Boxen     | Halbweltergewicht                  |                        |
| Valentin Demyanenko | 2016 Rio de Janeiro | Kanusport | C 1, 200 Meter                     |                        |
| Rəfael Ağayev       | 2020 Tokio          | Karate    | Kumite über 75 kg                  |                        |
| Hacı Əliyev         | 2020 Tokio          | Ringen    | Männer, Freistil, Klasse bis 65 kg |                        |
| Irina Zaretska      | 2020 Tokio          | Karate    | Kumite über 61 kg                  |                        |
| Loren Alfonso       | 2024 Paris          | Boxen     | Männer, Klasse bis 92 kg           |                        |
| Gashim Magomedov    | 2024 Paris          | Taekwondo | Männer, Klasse bis 58 kg           |                        |

### Bronzemedaillen
| Name                     | Spiele              | Sportart     | Disziplin                                     | Anmerkung |
| ------------------------ | ------------------- | ------------ | --------------------------------------------- | --------- |
| Vüqar Ələkbərov          | 2000 Sydney         | Boxen        | Mittelgewicht                                 |           |
| Fuad Aslanov             | 2004 Athen          | Boxen        | Fliegengewicht                                |           |
| Ağası Məmmədov           | 2004 Athen          | Boxen        | Bantamgewicht                                 |           |
| Irada Aschumowa          | 2004 Athen          | Schießen     | Sportpistole                                  |           |
| Zemfira Mefathadtinowa   | 2004 Athen          | Schießen     | Skeet                                         |           |
| Xetaq Qazyumov           | 2008 Peking         | Ringen       | Schwergewicht Freistil                        |           |
| Mariya Stadnik           | 2008 Peking         | Ringen       | Fliegengewicht Freistil                       |           |
| Movlud Miraliyev         | 2008 Peking         | Judo         | Halbschwergewicht                             |           |
| Şahin İmranov            | 2008 Peking         | Boxen        | Federgewicht                                  |           |
| Xetaq Qazyumov           | 2012 London         | Ringen       | Schwergewicht Freistil                        |           |
| Emin Əhmədov             | 2012 London         | Ringen       | Mittelgewicht griechisch-römisch              |           |
| Julija Ratkewitsch       | 2012 London         | Ringen       | Leichtgewicht Freistil                        |           |
| Teymur Məmmədov          | 2012 London         | Boxen        | Schwergewicht                                 |           |
| Məhəmmədrəsul Məcidov    | 2012 London         | Boxen        | Superschwergewicht                            |           |
| Valentin Xristov         | 2012 London         | Gewichtheben | Bantamgewicht                                 |           |
| Milad Beigi              | 2016 Rio de Janeiro | Taekwondo    | Weltergewicht                                 |           |
| Patimat Abakarova        | 2016 Rio de Janeiro | Taekwondo    | Fliegengewicht                                |           |
| Hacı Əliyev              | 2016 Rio de Janeiro | Ringen       | Federgewicht Freistil                         |           |
| Cəbrayıl Həsənov         | 2016 Rio de Janeiro | Ringen       | Mittelgewicht Freistil                        |           |
| Şərif Şərifov            | 2016 Rio de Janeiro | Ringen       | Halbschwergewicht Freistil                    |           |
| Rəsul Çunayev            | 2016 Rio de Janeiro | Ringen       | Weltergewicht griechisch-römisch              |           |
| Sabah Shariati           | 2016 Rio de Janeiro | Ringen       | Superschwergewicht griechisch-römisch         |           |
| Nataliya Sinişin         | 2016 Rio de Janeiro | Ringen       | Federgewicht Freistil                         |           |
| Kamran Şahsuvarlı        | 2016 Rio de Janeiro | Boxen        | Mittelgewicht                                 |           |
| Inna Osypenko-Radomska   | 2016 Rio de Janeiro | Kanusport    | K 1, 200 Meter                                |           |
| Loren Alfonso            | 2020 Tokio          | Boxen        | Halbschwergewicht bis 81 kg                   |           |
| Rafiq Hüseynov           | 2020 Tokio          | Ringen       | Männer, griechisch-römisch, Klasse über 77 kg |           |
| İrina Kindzerskaya       | 2020 Tokio          | Judo         | Klasse über 78 kg                             |           |
| Mariya Stadnik           | 2020 Tokio          | Ringen       | Frauen, Freistil Klasse bis 50 kg             |           |
| Magomedchan Magomedow    | 2024 Paris          | Ringen       | Männer, Freistil, Klasse bis 97 kg            |           |
| Giorgi Meschwildischwili | 2024 Paris          | Ringen       | Männer, Freistil, Klasse bis 125 kg           |           |
| Həsrət Cəfərov           | 2024 Paris          | Ringen       | Männer, griechisch-römisch, Klasse bis 67 kg  |           |

## Medaillen nach Sportart
| Sportart     | Gold | Silber | Bronze | Gesamt |
| Ringen       | 4    | 8      | 16     | 28     |
| Judo         | 3    | 2      | 2      | 7      |
| Taekwondo    | 1    | 1      | 2      | 4      |
| Schießen     | 1    | 0      | 2      | 3      |
| Boxen        | 0    | 2      | 8      | 10     |
| Karate       | 0    | 2      | 0      | 2      |
| Kanusport    | 0    | 1      | 1      | 2      |
| Gewichtheben | 0    | 0      | 1      | 1      |
| Gesamt       | 9    | 16     | 32     | 57     |